# Protonemura elisabethae
Protonemura elisabethae is een steenvlieg uit de familie beeksteenvliegen (Nemouridae). De wetenschappelijke naam van de soort is voor het eerst geldig gepubliceerd in 1976 door Ravizza.